# Ana Margarita Vijil
Ana Margarita Vijil Gurdián, (18 de diciembre de 1977) es una abogada, líder política y activista de derechos humanos nicaragüense. Fue presidenta, de 2012 a 2017, del Movimiento Renovador Sandinista (MRS) y es miembro del partido Unamos que sucedió al MRS. Fue presa política.

## Biografía
Cursó estudios en el Colegio Centroamérica y en la secundaria tuvo como compañera de clase a la dirigente política Suyen Barahona.
Después de estudiar Derecho en la universidad, Vijil comenzó su carrera trabajando en la Universidad Centroamericana, luego en La Haya en la disputa territorial entre Nicaragua y Colombia. Se unió a la campaña presidencial de 2006 de Herty Lewites bajo la bandera del Movimiento de Renovación Sandinista (MRS), pero Lewites murió cuatro meses antes de las elecciones de 2006 y Daniel Ortega del FSLN fue elegido.
De 2008 a 2010 Vijil fue becaria Fulbright, obteniendo una maestría en ciencias políticas en Arizona, Estados Unidos.
De 2012 a 2017 Vijil fue presidenta del MRS y, después de que el gobierno lo prohibiera, se convirtió en miembro del partido sucesor, Unión Democrática Renovadora (Unamos).
En octubre de 2018, tras las protestas que habían estallado en abril y la sangrienta represión gubernamental que siguió, Vijil formó parte de una sentada en Camino de Oriente que llevó a su arresto cuando la policía cerró la manifestación; fue liberada al día siguiente.
En junio de 2021 Vijil formó parte de una ola de arrestos de candidatos de la oposición a la presidencia y otras figuras de la oposición. 
El 13 de junio de 2021 Dora MaríaTéllez y Vijil fueron detenidas durante un allanamiento policial, sin orden judicial y con el uso de drones, en el domicilio de la primera, exguerrillera sandinista, ubicada en el municipio de Ticuantepe, vecino de Managua. Téllez, famosa por su papel en una redada en 1978 (conocida como Operación Chanchera) para liberar a 60 presos políticos sandinistas. La sobrina de Vijil, Tamara Dávila, fue arrestada la noche anterior. Como la mayoría de los otros arrestados, están acusados de violaciones de la controvertida Ley 1055, aprobada en diciembre de 2020, que otorga al gobierno el poder unilateral de arrestar a cualquier persona que designe como "traidor a la patria".
Se le condenó a 10 años de prisión más la inhabilitación para ejercer cargos públicos.
Fue puesta en libertad el 9 de febrero de 2023 junto con 221 reos políticos más, 606 días después de su encarcelamiento en 2021. Una acción ordenada por el régimen Ortega Murillo a lo que denominaron "deportación inmediata" y una vez fuera de la prisión de la Dirección de Auxilio Judicial conocida popularmente como "El Chipote", le ordenaron subir a un avión sin saber adonde se dirigía  y fue trasladada directamente a Washington (EE.UU.) Su nacionalidad nicaragüense, junto a la de los otros presos, fue revocada. El gobierno de España ofreció garantizar la nacionalidad a todos los presos.

## Vida personal
Su madre, María Josefina Gurdián, que luchó incansablemente por la liberación de su hija Ana Margarita Vijil y su nieta Tamara Dávila Rivas, falleció de un infarto fulminante el 27 de agosto de 2023. Era conocida cariñosamente como “Pinita”, viuda de Miguel Ernesto Vijil, exministro de Vivienda y Asentamientos Humanos durante la primera Administración sandinista en los años 80. Durante más de 50 años fue maestra de cocina y se hizo popular por su programa de TV “Cocinando con Pinita”. La empresaria publicó una docena de recetarios y fundó la “Pastelería Margarita”, con varias sucursales en Managua.  Era paciente de cáncer de ovario desde 2019 y el gobierno le impidió recibir tratamiento en el extranjero.